# Remo (nautica)

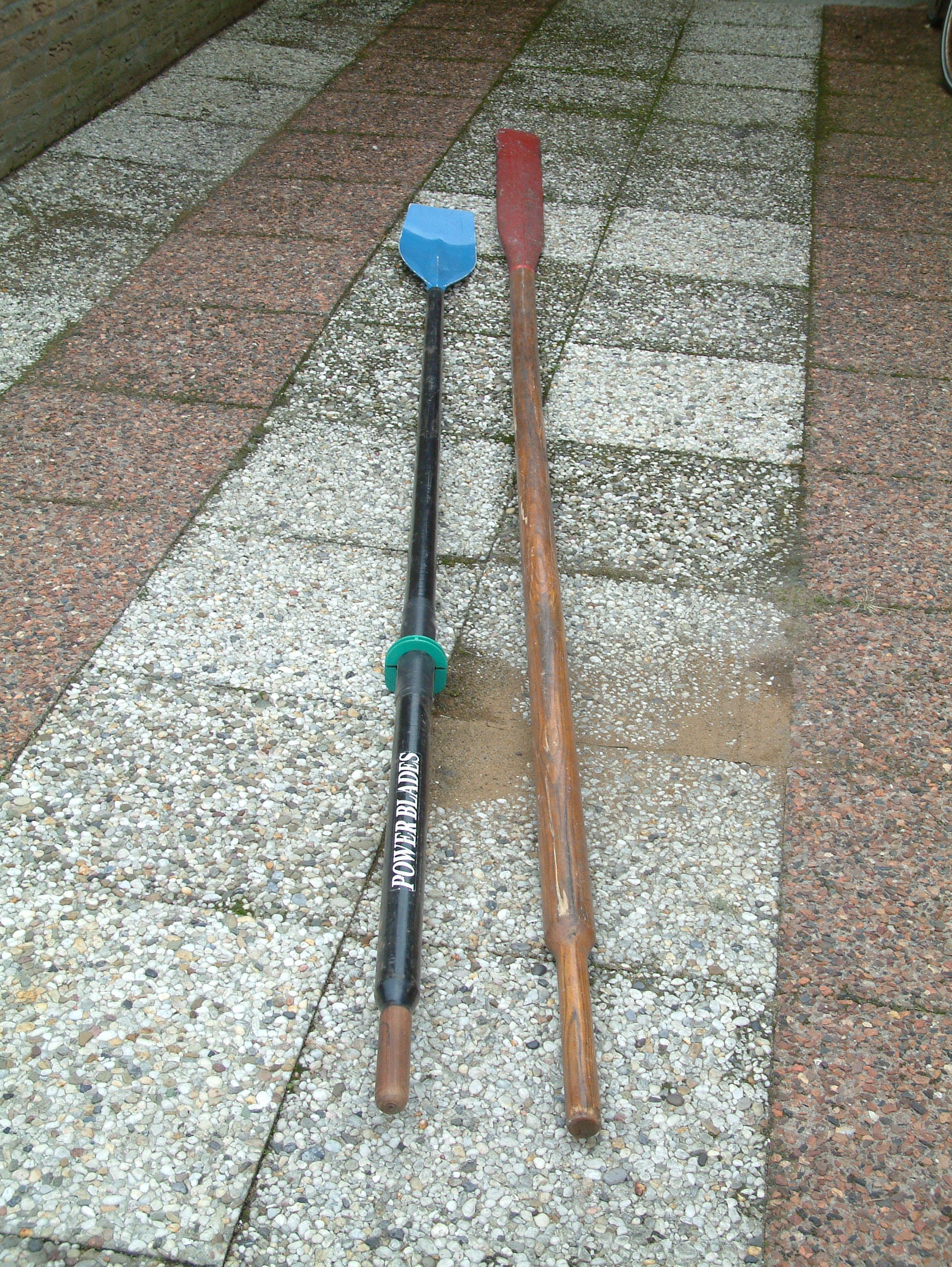
Due esempi di remi

Il remo, strumento nautico utilizzato per spostare un'imbarcazione, dal punto di vista fisico è una leva che può essere di primo o secondo genere a seconda che la pala stia fuori dall'acqua o immersa nell'acqua.
Il remo ha una parte piatta (pala) ad una estremità. Il rematore impugna l'altra estremità. Il remo è distinto dalla pagaia perché quest'ultima è tenuta dal rematore mentre il remo è collegato all'imbarcazione tramite lo scalmo.

## Il remo: una leva meccanica
Essendo il remo una leva avrà punto di forza, punto di resistenza e fulcro. Mentre la forza è sempre quella applicata all'impugnatura, il fulcro e la resistenza variano posizione a seconda che il remo stia in acqua o fuori dall'acqua:
- quando il remo è fuori dall'acqua la leva è di primo genere: lo scalmo è il fulcro e la resistenza è data dal peso del remo sospeso sull'acqua. Questa leva è in genere svantaggiosa: il braccio della forza (la parte del remo dall'impugnatura allo scalmo) è solitamente più corto del braccio della resistenza (dallo scalmo alla pala).

Leva di primo genere

- quando il remo è in acqua la leva è di secondo genere: la pala del remo immersa in acqua è il fulcro e la resistenza (attrito dell'acqua che si oppone all'avanzamento della barca) agisce sullo scalmo. Questa leva è sempre vantaggiosa: il braccio della forza (distanza tra impugnatura e pala) è maggiore del braccio della resistenza (distanza tra scalmo e pala).

Leva di secondo genere

## Uso
Di solito il rematore è rivolto verso la poppa dell'imbarcazione: raggiunge la posizione più vicina alla poppa che riesce a raggiungere, inserisce la pala del remo nell'acqua e tira il remo verso sé. Traendo il remo indietro, verso la prua del natante, la pala del remo spinge l'acqua verso la poppa, imprimendo al natante una spinta in avanti.
Per migliaia di anni i natanti sono stati mossi o dalle vele o dal lavoro meccanico di rematori o pagaiatori. Alcuni natanti dell'antichità potevano essere spinti sia da remi che da vele, in funzione della velocità e direzione del vento (cfr. trireme e bireme).
Esistono però moltissimi tipi di voga: inglese, canadese, veneta, ecc., tutti molto diversi.

## Remi utilizzati per il trasporto
I remi utilizzati per il trasporto sono disponibili in varie dimensioni. I remi utilizzati nei piccoli gommoni o nelle zattere possono essere lunghi meno di 2 metri. In epoca classica le navi da guerra erano azionate da remi molto lunghi che potevano avere diversi rematori per ogni remo. Questi remi potevano essere lunghi più di una dozzina di metri.

## Remi utilizzati per il canottaggio competitivo

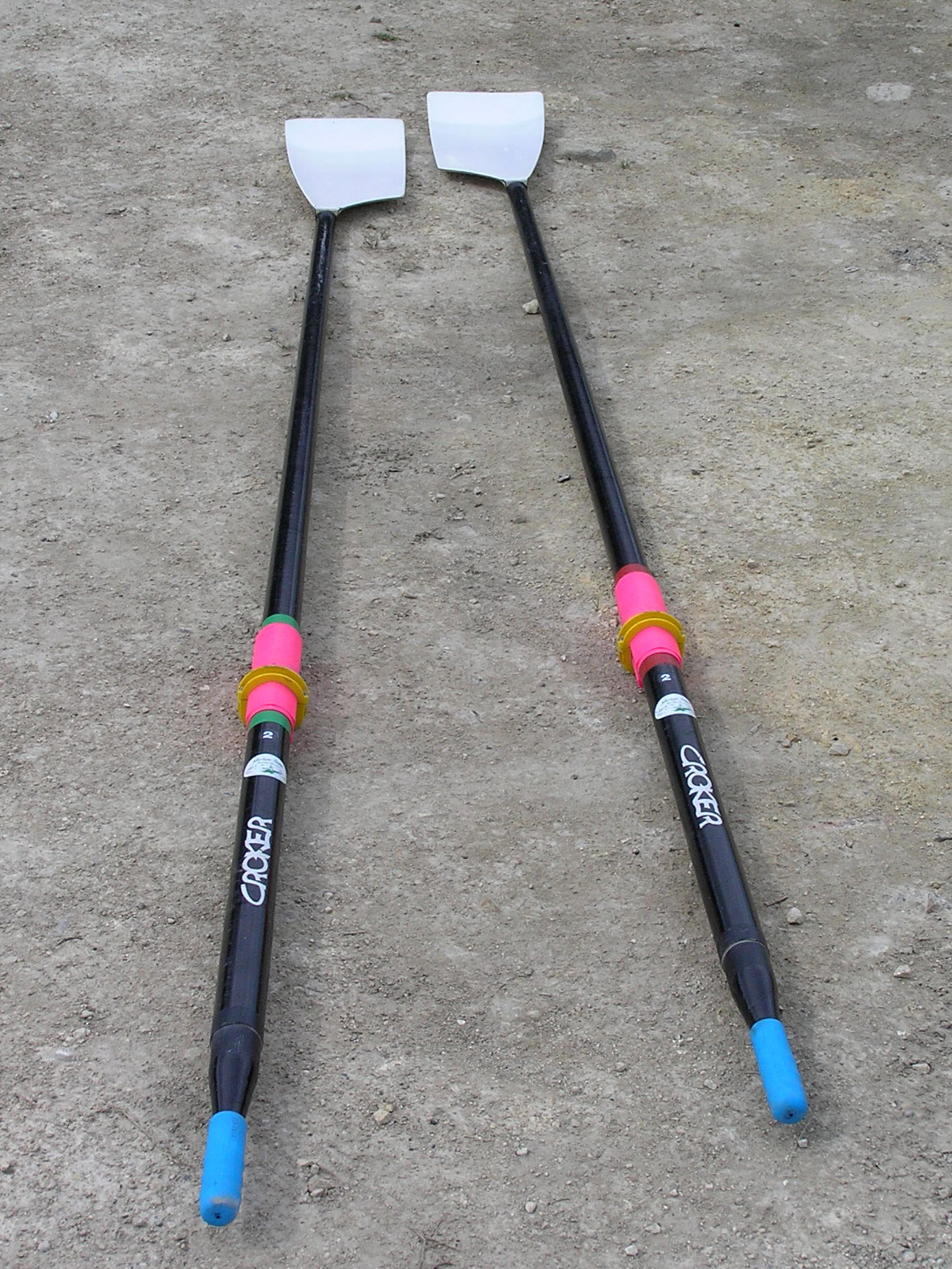
Una coppia di remi in fibra di carbonio utilizzati per il canottaggio sportivo.

I remi utilizzati nel canottaggio competitivo sono pali lunghi (250–300 cm) con un'estremità piatta lunga circa 50 cm e larga 25 cm, chiamata lama. La parte del remo che il rematore tiene mentre rema è chiamata maniglia. Durante la voga, i remi sono supportati da telai metallici attaccati al lato della barca chiamati bracci, mentre il remo si inserisce negli scalmi alle estremità di ciascun braccio. I remi classici erano fatti di legno, ma i remi moderni sono fatti di materiale sintetico, il più comune è la fibra di carbonio.

## Remi usati come trofei

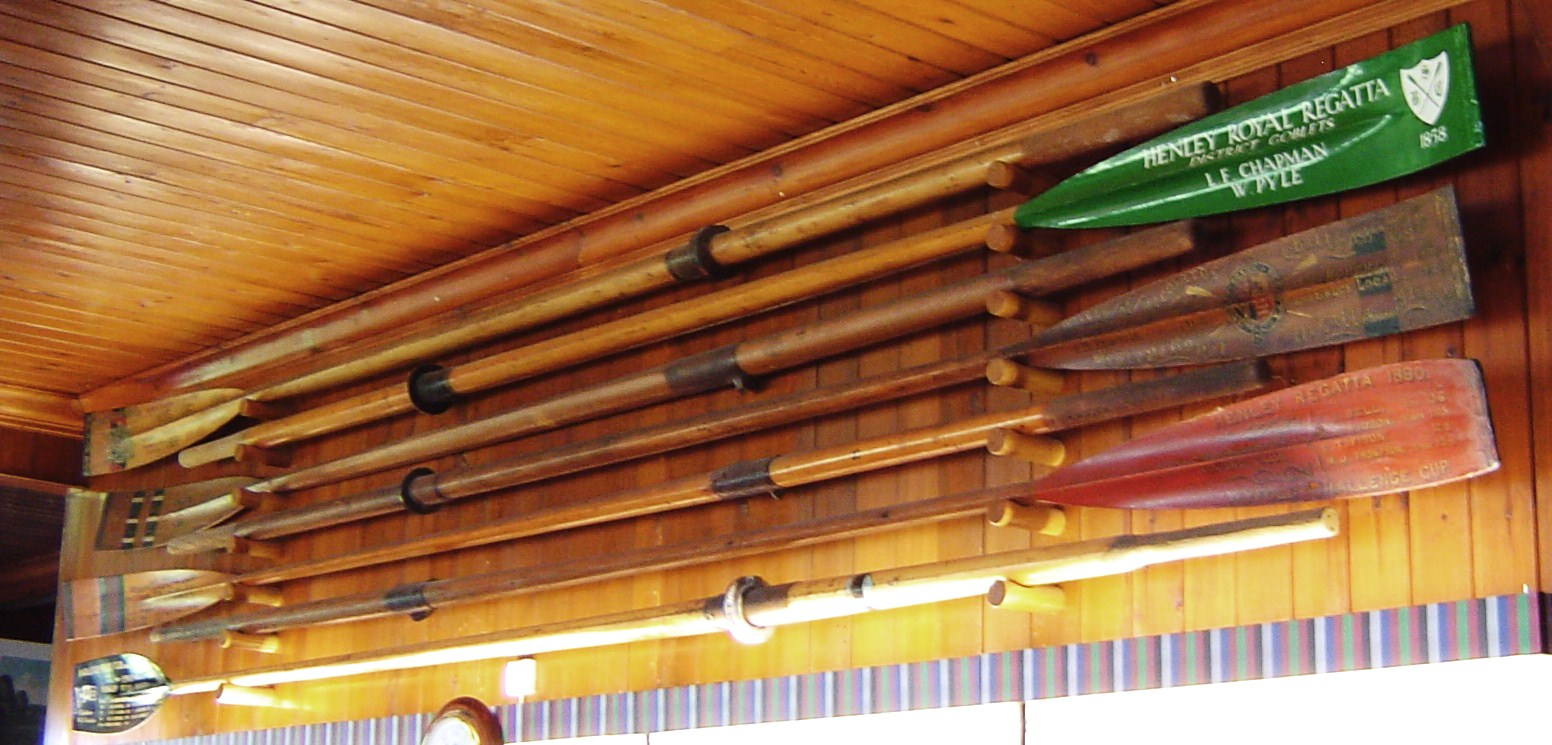
Remi da trofeo dei sette club fondatori del Remenham Club.

Lo sport del canottaggio competitivo ha sviluppato la tradizione di utilizzare un remo come ricordo di importanti vittorie in gare. Un "remo da trofeo" non viene consegnato alla fine della gara come potrebbe essere una più familiare coppa di metallo prezioso, ma piuttosto donato dal club, dalla scuola o dall'università che rappresentava l'equipaggio o il vogatore vincitore.
Un remo da trofeo è un remo da competizione che è stato dipinto con i colori del club e poi ha riportato i dettagli della gara scritti sulla faccia della pala. Il formato più comune prevede lo stemma o il logo del club o della scuola posizionato al centro, con i nomi degli equipaggi e i dettagli della gara disposti attorno ad esso.
Molte università antiche (ad esempio Oxford, Cambridge, Yale e Harvard) e i loro college hanno una lunga storia di utilizzo del remo da trofeo e molti esempi sono in mostra nelle clubhouse di tutto il mondo (ossia edifici dotati di bar e altri servizi per i soci di un club).

## Nella cultura

Remi d'argento incrociati nello stemma di Enonkoski.

I comuni norvegesi di Fedje e Herøy hanno entrambi i remi nel loro stemma.
I remi sono stati usati per descrivere vari animali con caratteristiche che ricordano da vicino il suddetto attrezzo da canottaggio. I membri della Famiglia Regalecidae, pesci di acque profonde di forma allungata, sono chiamati "pesci remo" perché la loro forma corporea è simile a quella di un remo. Il genere della Eretmochelys imbricata deriva dalla radice greca eretmo, che si traduce approssimativamente in remo. Questa specie di tartaruga era così chiamata per la forma che ricorda un remo nelle sue pinne anteriori.